# 交響曲第7番 (マーラー)
交響曲第7番（こうきょうきょくだい-ばん）ホ短調は、グスタフ・マーラーが1905年に完成した7番目の交響曲で、全5楽章から成る。第2楽章と第4楽章に「夜曲」（Nachtmusik）と名付けられている。

## 概要
第7交響曲は、マーラーの「ウィーン時代」に完成されている。第2楽章と第4楽章は1904年、交響曲第6番の完成に引き続いて作曲されており、これらの音楽には相互の関連が認められる。とはいうものの、第6番で打ち出された古典的形式への回帰とは異なり、第7番では、第5番と同様のスケルツォ楽章を中心とする対称的な5楽章構成をとっている。また、第1楽章がロ短調で開始されるが、主部はホ短調、終楽章はハ長調という「発展的調性」をとっていることも第5番と共通する。
しかし音楽的には、第5番より多声的書法にもとづく重層的・多義的展開がいっそう進んでいる。全体としては調性音楽のうちに踏みとどまってはいるが、部分的に調性はあいまいとなり、多調や無調の明確な誕生を予感させる。
管弦楽の扱いでは、管楽器、打楽器の充実は第6番と同様であるが、前作のハンマーの代わりに、ギターやマンドリン、テノールホルンなどが使用されている。全曲を通じてホルンが重視されており、よく目立つ。奏法的に多彩なことも特徴で、音色・響きの工夫が凝らされ、劇性よりもむしろ室内楽的な配慮が見られる。
全楽章を通じての構成としては、ベートーヴェン以来の、「暗」から「明」に至る伝統的な進行が見られるものの、その経過にも帰結にもとくに明快な必然性が感じられないことから、物語としての読解が難しく、この曲は「構成的に難がある」「分裂症的」などと批判されてきた。
こうした経緯から、第7番は同じ純器楽のための作品でありながら、比較的明快で親しみやすい第5番や、緊密な構成のうちにきわめて劇的な音楽が盛り込まれた第6番の陰に隠れた存在として、マーラーの交響曲のなかでもあまり人気のない作品であった。しかし、1970年代後半から始まったマーラー・ブーム以降、第7番の再評価の動きも始まり、近年は録音機会にも恵まれ、読解についてもポストモダンとの発想的な親近性や、メタ・ミュージックとの分類など、さまざまな新しい解釈が生まれている。
なお当作品には第2・第4楽章「夜曲（Nachtmusik）」に由来する「夜の歌（Lied der Nacht）」という俗称があるが、これは後世の後付けであり、マーラーおよび作品には全くの無関係である。
演奏時間約80分。

## 作曲の経過

### 第7交響曲の作曲
- 1904年の夏、ヴェルター湖畔マイアーニック（Maiernigg）の作曲小屋で交響曲第6番及び『亡き子をしのぶ歌』（第3曲、第5曲）の完成に前後して第7番の2つの「夜曲」(Nachtmusik)を作曲する。
- 翌1905年の夏、第7番の第1楽章、第3楽章、第5楽章を作曲して全曲が完成。1910年5月にマーラーがアルマに宛てた手紙には、この夏の回想として、湖でボートに乗り、オールを漕いだときに第1楽章の序奏主題が心に浮かび、4週間の間に各楽章を作曲したと書いている。
- 同年、『亡き子をしのぶ歌』、『リュッケルトの詩による歌曲集』（第1曲～第4曲）をライプツィヒのカーント社から出版。

### 自作演奏会、アメリカでの紹介
- 1904年、夏の休暇が明けた10月にはケルンで交響曲第5番を指揮。アムステルダムで交響曲第2番、交響曲第4番を指揮している。12月14日と22日にはウィーン・フィルを指揮して交響曲第3番のウィーン初演を果たした。
- 同年11月6日、ニューヨークでウォルター・ダムロッシュが第4番を指揮し、マーラーの音楽がアメリカに初めて紹介された。
- 翌1905年1月29日には、『少年の魔法の角笛』の6曲、『亡き子をしのぶ歌』、『リュッケルトの詩による歌曲』4曲の初演を指揮した。
- 同年5月、ウィーン分離派の画家カール・モル（アルマの義父）の家で演出家マックス・ラインハルトと知り合う。5月21日にはストラスブールのアルザス音楽祭で交響曲第5番を演奏し、このときロマン・ロランと出会う。
- 11月8日、ベルリンでオスカー・フリートが指揮する交響曲第2番の上演に出席、このとき合唱指揮を務めたオットー・クレンペラーと知り合う。

### ウィーン宮廷歌劇場での活躍
- 1905年秋には、リヒャルト・シュトラウスの楽劇『サロメ』をウィーン宮廷歌劇場で上演しようと尽力するが、検閲のために果たせなかった。このことは、1907年にマーラーが歌劇場を辞任する遠因となる。
- 同年11月24日、アルフレート・ロラーの舞台装置と新演出によるモーツァルト生誕150周年記念のオペラ・チクルスを開始、『コジ・ファン・トゥッテ』を皮切りに、12月21日『ドン・ジョヴァンニ』、1906年1月29日『後宮からの誘拐』、3月30日『フィガロの結婚』、6月1日『魔笛』とつづく。
- このほか、ハンス・プフィッツナー『愛の庭のバラ』、レオ・ブレッヒ『それは私だった』、エルマンノ・ヴォルフ＝フェラーリ『せんさく好きな女たち』などをウィーン初演するなど、精力的に活動している。プフィッツナーは、マーラーの妻アルマが熱烈に崇拝していた作曲家で、アルマは偶然を装ってピアノの上にスコアを置き、昼休みにこの曲をピアノで弾いて、マーラーの関心を引いたとされる。

## 初演と出版

### 初演
- 1908年9月19日、プラハにて、マーラーの指揮、チェコ・フィルハーモニー管弦楽団の演奏による。
- 1909年にオーケストレーションの一部改訂。

### 出版
- 1907年、ベルリンのボーテ・ウント・ボック社より出版。
- 1960年、エルヴィン・ラッツ監修、国際マーラー協会による「全集版」が同社から出版。

## 楽器編成
- ピッコロ、フルート 4（ピッコロ持替え 1）、オーボエ 3、コーラングレ、小クラリネット、クラリネット 3、バスクラリネット、ファゴット 3、コントラファゴット
- テノールホルン、ホルン 4、トランペット 3（第5楽章でピッコロトランペット持ち替えあり）、トロンボーン 3、チューバ
- ティンパニ、大太鼓、小太鼓、タンブリン、シンバル、トライアングル、銅鑼、ルーテ（むち）、グロッケンシュピール、カウベル、低音の鐘
- ハープ 2、ギター、マンドリン
- 弦五部（16型）

## 楽曲構成
スケルツォ楽章を中心とし、その外側に2曲の「夜曲」、その外側に両端楽章という対称的配置となっている。このような構成をマーラーは好んでおり、交響曲第1番の初期構想が5楽章構成であったほか、交響曲第2番、交響曲第5番、交響曲第10番が5楽章構成である。演奏時間は通常80分前後を要するが、最短のもので69分（ヘルマン・シェルヘン指揮トロント交響楽団、1965年4月25日ライヴ録音）、最長のもので100分（オットー・クレンペラー指揮ニュー・フィルハーモニア管弦楽団、1969年ステレオ録音）がある。

### 第1楽章 Langsam (Adagio) – Allegro risoluto, ma non troppo
ゆるやかに　ロ短調　4/4拍子　→　アレグロ・リゾルート・マ・ノン・トロッポ　ホ短調　2/2拍子　序奏付きのソナタ形式。
序奏はロ短調。弦が引きずるような特徴的なリズムを刻む上に、テノールホルンが同じリズムを使った半音階的な主題を示す。特徴的なリズムについては、バロック音楽のフランス風序曲との関連が指摘されている。テノールホルンの主題については、マーラーは「自然が咆吼する」と述べている。木管が行進曲調の主題を出し、4度下降の動機が示されるとテンポを速め、ホ短調の主部に入る。
第1主題はホルンとチェロの斉奏によって示され、トライアングルの響きを伴う。4度下降の動機は序奏で示されたもので、次作交響曲第8番の冒頭主題と親近性を持つ。第2主題はハ長調、ヴァイオリンによる叙情的なもの。序奏で出た木管の行進曲が小結尾的に現れ、提示部を締めくくる。
展開部は長大で、各種動機や序奏の主題も扱われる。トランペットのファンファーレ（序奏のリズムに基づく）が現れると音楽は静まり、やがて第2主題がハープのグリッサンドに導かれて大きく歌われる。ここは全曲でも印象的な部分で、ワーグナーの『ワルキューレ』第1幕との関連を指摘されることもある。この主題が最高潮に達したところで急激に落ち込み、序奏のリズムが戻るところは交響曲第6番のモットーを暗示する。つづくトロンボーンの独奏は交響曲第3番を思わせるもの。その後次第に力を増し、その頂点で第1主題が再現する。
再現部はより劇的に進行し、コーダに入ると4度下降の動機が各楽器で繰り返され、次第に祝祭的な雰囲気になって、最後はホ長調で明るく結ぶ。

### 第2楽章 Nachtmusik I. Allegro moderato
「夜曲」　アレグロ・モデラート→アンダンテ・モルト・モデラート　ハ長調〜ハ短調　4/4拍子　拡大された三部形式。
序奏は、ホルンが呼びかけとその木霊のように掛け合い、盛り上がったところで交響曲第6番のモットー和音（ 音）が出る。
主部はハ長調だが、ハ短調との間を行き来して定まらない。主要主題はホルンによる穏やかな行進曲。低弦のカノン風な対旋律と弦の特徴的なリズムが伴っている（コル・レーニョ奏法）。第2主題は変イ長調、チェロのより活気づいた旋律。中間部はヘ短調、オーボエが哀愁を帯びた旋律を出す。この楽章は、モットー和音のほか、カウベルも鳴らされ、行進曲調であることなど、交響曲第6番との関連を強く印象づける。カウベルは、はじめ舞台裏で、そのあとではオーケストラの中で鳴らされ、遠近感が示されている。コーダの直前では、木管楽器が鳥のさえずりのように奏するカデンツァ風な部分があり、のちの交響曲第9番第1楽章を思わせる。

### 第3楽章 Scherzo. Schattenhaft
スケルツォ　影のように。流れるように、しかし早すぎずに　ニ短調　3/4拍子　三部形式
弦による影のような旋律、木管の哀調を帯びたやや俗な旋律がさまざまに展開される。各楽器の特殊奏法が駆使され、フォルテ記号が5個つけられ、弦を指板に打ち付けるような強い低弦のピッツィカート（バルトーク・ピッツィカート）など、多彩だが不気味な効果を出す。
中間部はニ長調、オーボエが明るい主題を出すが、ヴァイオリン独奏がすぐにもとの雰囲気に戻してしまう。

### 第4楽章 Nachtmusik II. Andante amoroso
「夜曲」　アンダンテ・アモローソ　ヘ長調　2/4拍子　三部形式
第2楽章が「夜の行進」とすれば、この楽章は純然たるセレナーデである。冒頭、ヴァイオリン独奏がオクターブ上昇し、なだらかに降りてくる音型を奏し、ホルンとクラリネットが柔らかく主題を出す。この主題は第1楽章の序奏、「ボートのリズム」に基づいており、同時に前作交響曲第6番終楽章との関連を示す。ギターやマンドリンが夜曲の雰囲気を演出する。冒頭のブリッジ音型は何度も現れる。中間部は変ロ長調、チェロとホルンが和やかな旋律を奏する。
曲はクラリネットのトリルで閉じられるが、マーラーは楽譜の最後の小節に、ドイツ語でersterbend（原義「消え入るように」。sterben（死ぬ）から派生）と、イタリア語のmorendo（「だんだん遅く、弱く」という音楽上の発想記号として使われる）の2つの指示を書き込んでいる。

### 第5楽章 Rondo-Finale. Allegro ordinario
ロンド・フィナーレ　アレグロ・オルディナリオ　4/4拍子　ハ長調　自由なロンド形式
全体の構造はA-B-A-C-A-B-A-C-A-B-A-C-第1楽章第1主題回帰-C-A-コーダ
ティンパニが威勢の良いリズムを叩き、金管が呼応すると、トランペットとホルンが派手な主要主題を高らかに吹奏する。主要主題は変奏されながら楽章中に計7回再現される。この主題は、音型と調性から、ワーグナーの『ニュルンベルクのマイスタージンガー』との関連が指摘されている。ホルンによる楽しげなリズムや弦による活気に満ちた経過句などがつづく。いったん静まると木管が変イ長調で控えめな副主題を出す。この後、主要主題に基づくファンファーレをはじめとしてさまざまな素材が展開される。やがて影が差すような雰囲気になると、第1楽章の第1主題がホルン斉奏によって示される。しばらくこれを扱ううちに、第1楽章の第1主題は短調から長調に転じて全管弦楽で確保される。再び冒頭部分が戻り、音楽はいっそう祝典的になり、鐘が鳴らされる。最後にもう一度第1楽章の第1主題を示し、全曲を明るく結ぶ。

## 第7番の評価と解釈
第7交響曲は、マーラーの他の交響曲と比較し、演奏機会が少ない。その理由としては、使用楽器が多く揃えづらいという「環境面」もあるが、最大の理由として、構成面と音楽自体がはらむ多義性が理解を困難にしていることも考えられる。具体的には以下のような議論があるが、様々な解釈を語る前に忘れてならないのは、①マーラー自身がこの曲に副題をつけていないこと、②この作品の内的テーマについて何も語っていないこと、③アルマ・マーラーがこの曲について「この交響曲に一貫した標題はない」と回想していることである。

### フィナーレを「失敗」とする解釈
第7番は、スケルツォ楽章を中心とした対称的な5楽章構成を持ち、これは交響曲第5番と同じである。しかし、両者を比較すると、第5番は曲調や「暗→明」の図式が明快であり、これが人気曲になっている理由と考えられる。対して第7番では、「夜曲」と題された楽章が第2及び第4楽章に配置されているが、第1及び第3楽章スケルツォも同様に「夜」の雰囲気がある中、第5楽章に至って突然「昼」真っ盛りに投げ出されるような奇異な感じがつきまとっていることから、第7番に関しては、構成上問題があるとの指摘がある。
テオドール・アドルノによれば、第7番のフィナーレは軽すぎ、マーラーが意図した「歓喜」は空虚なものとなっており、「闘争を経て勝利へ」という図式が茶番と化しているとする。アドルノは、ここに「交響曲」形式の終焉を見ており、この歴史的必然において第7番を「失敗作」であるとしている。
また、第7番でマーラーは交響曲形式そのものをパロディとして用いたという説もある。伝統的交響曲の素材は第7番ではコラージュの素材であり、その音楽はメタ・ミュージック（音楽についての音楽）としての性格を持ち、さらにはポストモダンあるいは脱構築との親近性を示しているというものである。この立場からは、マーラーは第5楽章で「歓喜」を意図しておらずパロディとして書いたのであって、この曲以降、交響曲のフィナーレらしいフィナーレは書かれなくなったとする。

### 反論
一方で、マーラーが「夜曲」としたのは第2楽章と第4楽章のみであって、全曲を「夜の歌」としたり、第4楽章までが「夜」で第5楽章は「昼」などとするのは誤りとする擁護論もある。この立場からは、終楽章が「浮いて」見えるのは、構成上の問題というより、解釈や演奏の問題であるということになる。
マーラーの交響曲の「連続性」に着目すると、第7番は交響曲第6番から交響曲第8番へとつなぐ位置づけを持っているとする解釈も存在する。第6番で倒れた「英雄」の再生、そして第8番の純然たる「賛歌」に至るという解釈からすると、フィナーレ楽章はパロディとは言えない。
また前述のように、第4楽章のスコアの末尾に、ersterbend（「消え入るように」または「死に絶えるように」）と書き込んでいる。この言葉は、のちの交響曲第9番の終楽章の末尾にあることでよく知られるが、他にも交響曲第2番、交響曲第4番（第3楽章）、大地の歌にも見られるものである。この言葉が中間楽章の終わりに書き込まれているのは他に第4番が該当するが、このことから、ersterbendを境に音楽は「天上界」に至ると解釈し、第5楽章を「天上の祭典」と見なす説もある。
小澤征爾は第5楽章のコーダを、デパートの下りのエスカレーターを子供と駆け上がって上階に辿り着いた時の浮遊感に例えている。

## バロック音楽との関連
第7番の第1楽章冒頭の引きずるようなリズムは、バロック音楽のフランス風序曲を思わせるが、この序奏がロ短調であることと、J.S.バッハの管弦楽組曲第2番が同じくロ短調であることは、無関係ではないと見られる。第7番の作曲当時、マーラーはバッハ作品を作曲小屋に持ち込んでいたとされる。また、第7番完成から4年後の1909年11月10日、マーラーはニューヨーク・フィルハーモニックを指揮してJ.S.バッハの管弦楽組曲の編曲版を演奏している。これは、管弦楽組曲第2番（ロ短調）と第3番（ニ長調）から5曲を抜粋して次のような4楽章構成としたもので、具体的な編曲時期は定かでないものの、マーラーがこの曲を手がけた事実から、自身の交響曲の構成などに影響があったと考えることも可能である。
- 序曲（管弦楽組曲第2番の第1曲「序曲」　ロ短調）
- ロンドとバディヌリー（第2番の第2曲「ロンド」を始めと終わりに置き、同第7曲「バディヌリー」を「中間部」とした三部形式　ロ短調）
- エール（管弦楽組曲第3番の第2曲「エール」　ニ長調）
- ガヴォット（第3番の第3曲「ガヴォット」　ニ長調）

また、終楽章でロンド主題が様々なエピソードを間に挟み、何度も繰り返される形式は、バロック時代のリトルネロ形式や合奏協奏曲を意識していたとも考えられる。アレグロ・オルディナリオ（Allegro ordinario 通常のアレグロ）という速度表示もバロック時代に見られるもので、古典派以降ではほとんど使われておらず、マーラーが「古典派」以前のバロック時代を念頭に置いていたことを示すという解釈である。